# 3591 Владімірський
3591 Владімірський (3591 Vladimirskij) — астероїд головного поясу, відкритий 31 серпня 1978 року.
Тіссеранів параметр щодо Юпітера — 3,189.